# Sportivnaja (metropolitana di San Pietroburgo)

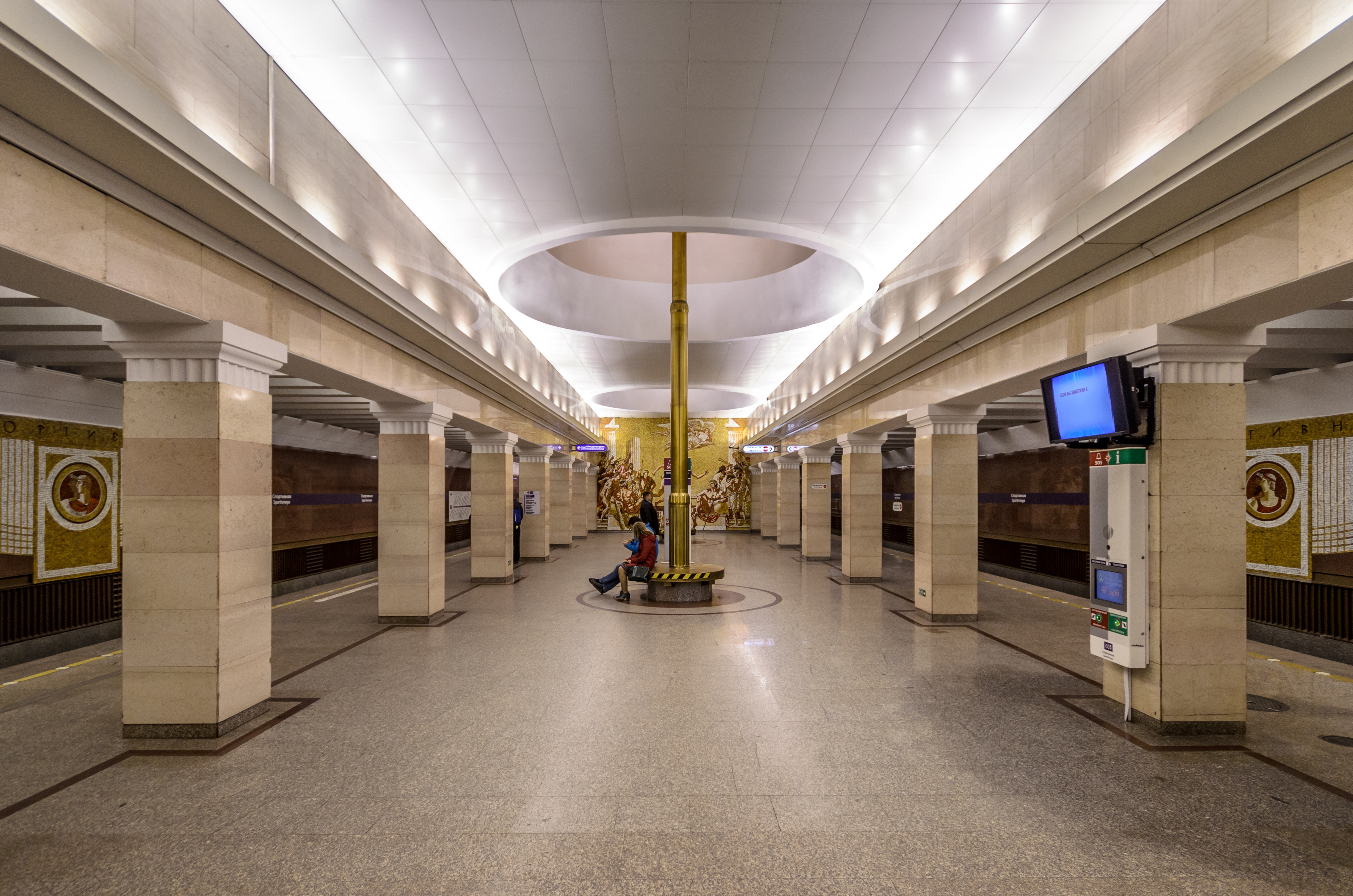
Stazione di Sportivnaja. Sala inferiore.

Sportivnaja (in russo Спортивная?) è una stazione della Linea Frunzensko-Primorskaya, la Linea 5 della Metropolitana di San Pietroburgo. È stata inaugurata il 15 settembre 1997.